# 王牌 (日本麻雀)

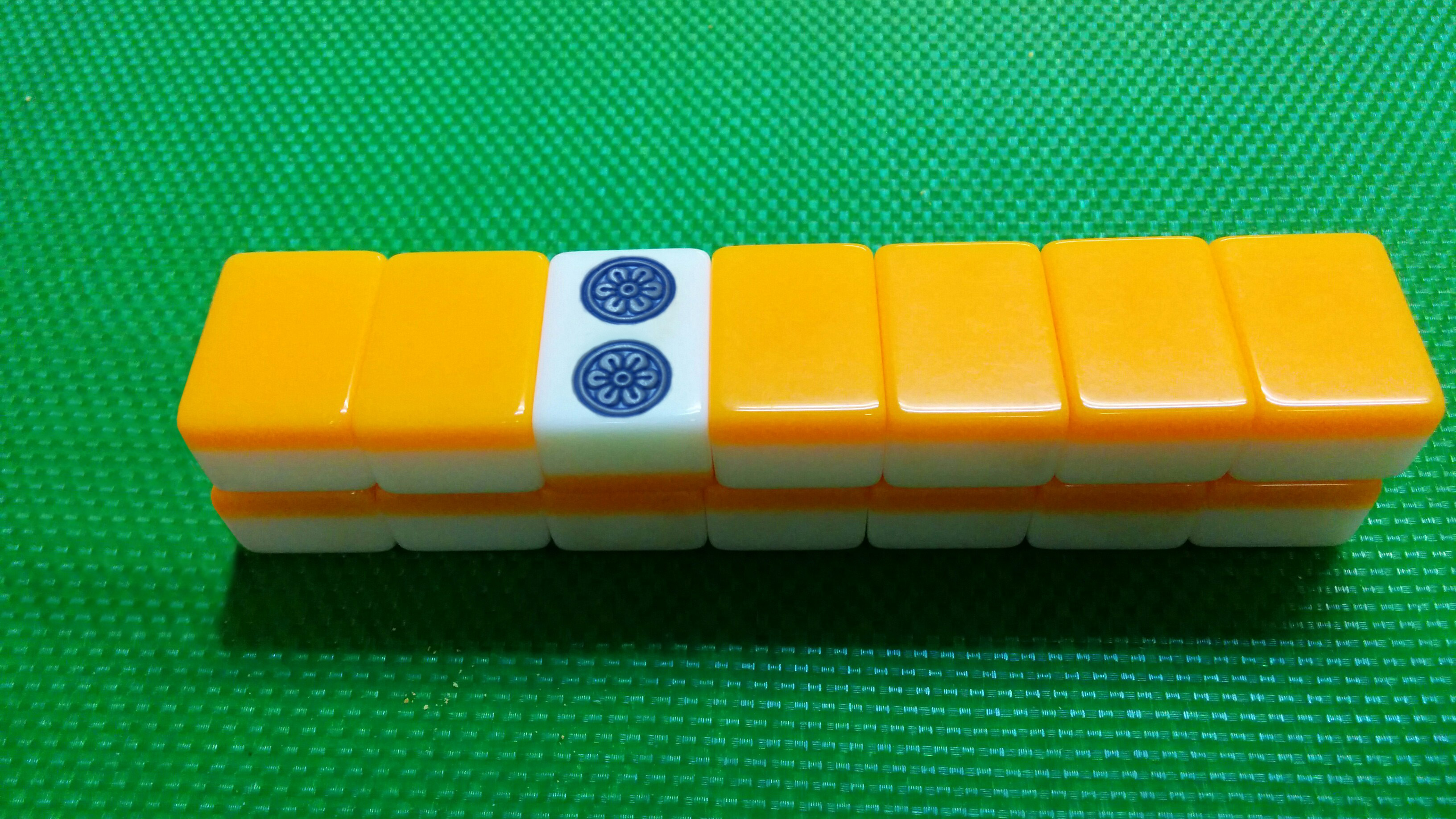
開門後，把牌牆最盡處的7墩牌劃作王牌。最外側兩墩是嶺上牌，莊家於第3墩上層翻開表懸賞牌表示牌。

王牌，指日本麻雀裏，於開局時開門後，牌牆（以順時針方向計）最盡處的7墩牌，共14張。這14張牌在該局遊戲中有不同用途，包括作爲嶺上牌和懸賞表示牌。

## 嶺上牌
嶺上牌（日语：／ rinshanpai），即是在王牌區的這14張牌之中，最外側的兩墩（4張）牌。它們的用途，是在有玩家槓牌後，用來提取1張，補充進手牌裏。

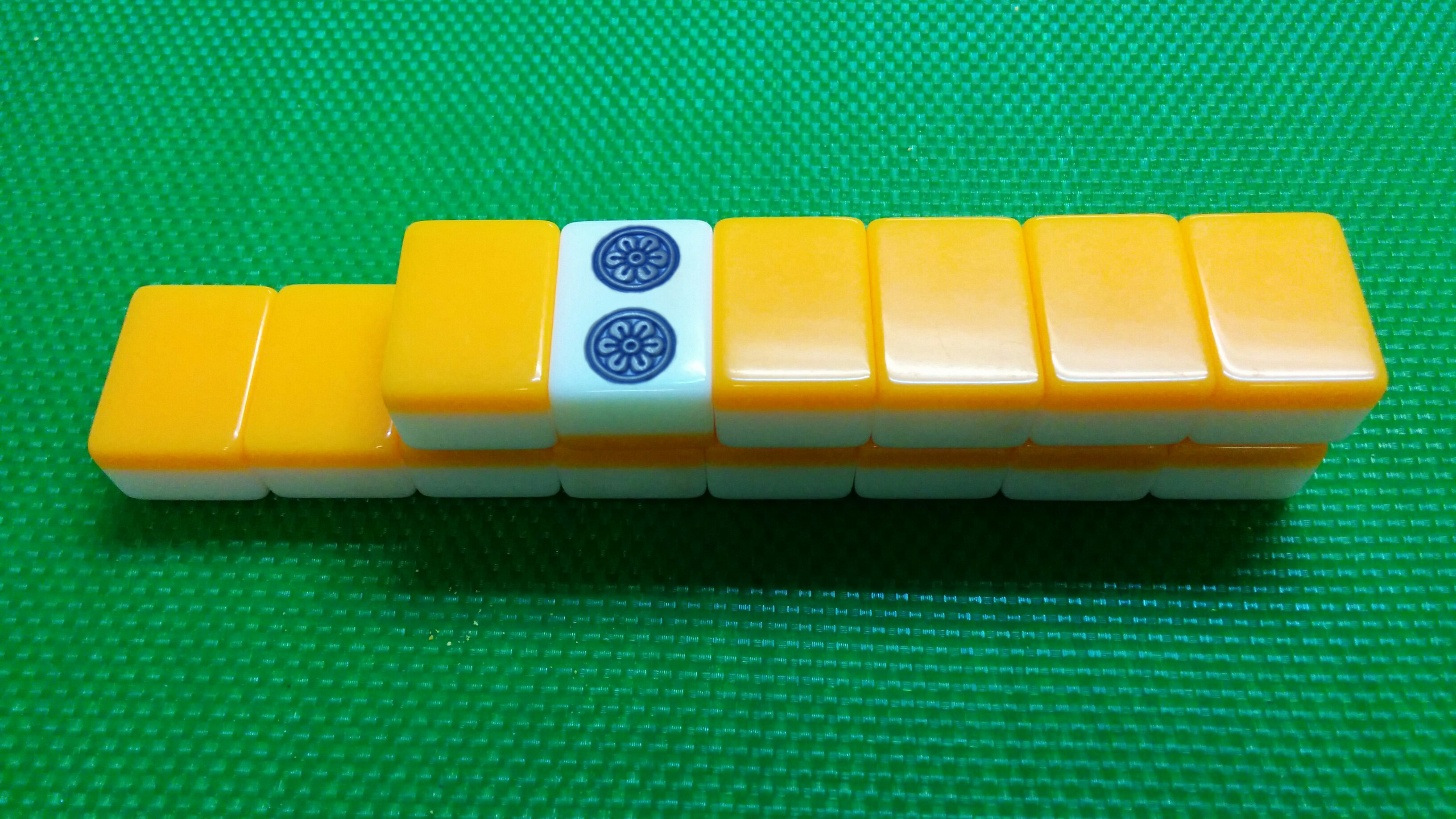
為避免從牌牆摸牌時摸錯方向，或者不愼碰跌它<所以會把牌牆角上的第一張嶺上牌放到下層最前方。

在日本麻雀的實際對局中，部份地區的習慣，會把牌牆角上的第一張嶺上牌放到下層最前方（見右第二圖）。
王牌區必須保持有14張牌。因此，每當有玩家摸取了嶺上牌，玩家必須把牌牆裏原先的海底牌（即撇除王牌後的最末一張牌）拉進王牌區裏。此外，由於王牌裏只有4張嶺上牌，因此整局遊戲裏，如果不是同一个人开的杠，不可以開四個槓（如果同一个人开四个杠，则可能达成四杠子，此时其他玩家不能再开杠）。若眞的有玩家在一局遊戲中開出第四槓，由於所有嶺上牌都已被全部摸走，牌局無法繼續進行，因此會算作四槓流局（日语：／ sūkan nagare），又稱四槓散了（日语：／ sūkan sanra），強制流局。除非玩家在開第四個槓之際，被其他玩家搶槓胡牌，令第四槓無法成立。
在日本三人麻雀中，若允許拔北，則會加設4張嶺上牌（此时岭上牌为8张，共18张王牌），在拔北後玩家也會拿取1張嶺上牌來補牌。

## 懸賞表示牌
王牌區外側第3-7墩，則爲懸賞表示牌，懸賞表示牌區分上下兩層。第3墩上層為牌局開局配牌完畢後在開始前由莊家翻開稱表懸賞牌表示牌，而第4-7墩上層牌稱槓懸賞牌表示牌，由開槓者翻開，每槓牌一次翻開一枚。
至於下層的牌，第3墩在表懸賞牌表示牌下方，稱爲裏懸賞牌表示牌，而第4-7墩下層則是裏槓懸賞牌表示牌。
各種懸賞牌表示牌的作用，都是用來顯示懸賞牌是甚麼。詳情請參考懸賞牌條目。